# Tamenus insularis
Tamenus insularis är en spindeldjursart som beskrevs av Beier 1932. Tamenus insularis ingår i släktet Tamenus och familjen Atemnidae. Inga underarter finns listade i Catalogue of Life.